# Kurt Elvers
Kurt Elvers (* 24. September 1919 in Hamburg; † 20. Februar 1945 in Hamburg) war Student an der Nordischen Kunsthochschule in Bremen und wurde Opfer einer Denunziation seiner Mitstudenten, die zur Hinrichtung in Hamburg-Höltigbaum führte.

## Biografie
Elvers' Vater stammte aus dem Kreis Lüneburg. Sein Großvater hatte dort einen Kohlen- und Kartoffelhandel, außerdem hatte er ein Motorschiff auf der Elbe. Seine Mutter stammt aus Wandsbeck.
Elvers ging vier Jahre in die Privatschule von Erna Lüdgens in Hamburg und besuchte später die Oberrealschule in Eimsbüttel bis Untertertia. Es folgte bis 1939 eine vierjährige Schlosserlehre in Hamburg, da er die Bauschlosserei seines Vaters übernehmen wollte. 
1939 wurde er einberufen und diente in Hamburg und ab Februar 1940 bei einer Flak-Feldeinheit in Bremen. Bis Februar 1941 war er in der Normandie stationiert, dann in Polen und ab 1941 in der Sowjetunion. 1941 wurde er verwundet und ab Januar 1942 war er in Bremen. Durch die Vermittlung seiner Kompanie erreichte er, an der Nordischen Kunsthochschule in Bremen ab Mai 1944 ein Kunststudium aufzunehmen.
Elvers wird von den Professoren der Kunsthochschule als 'talentiert' und besonders eifrig eingestuft. Der junge Soldat äußert mehrfach den Wunsch, nicht mehr an die Front zurückzukehren, sondern stattdessen sein Kunststudium zu beenden. Im Kreis der Kommilitonen an der Kunsthochschule scheint er ebenfalls als ‚Talent‘ angesehen worden zu sein. Aber auch als kritisch gegenüber dem NS-Regime. So berichtet er über seine Beobachtungen als Soldat und dass er nicht den „Heldentod“ sterben wolle. Als er im Sommer 1944 von dem Attentat der Gruppe um Stauffenberg auf Hitler erfährt, soll er sich gegenüber einigen Mitstudenten mit den Worten geäußert haben: „Schade, dass es nicht geklappt hat, sonst hätten wir jetzt Frieden“. Eine Studentin, der gegenüber er diese Äußerung gemacht haben soll, ist entsetzt: „Ich war als Deutsche darüber empört, dass in einer Zeit, als die letzten Kräfte der Nation eingesetzt wurden, in heimtückischer Weise gegen die Kriegsführung gehetzt und dadurch die Siegesmöglichkeit gefährdet wurde.“ Als die Äußerungen Elvers bekannt werden, wird er von einem seiner Kommilitonen bei der Gestapo denunziert.
In der Hauptverhandlung vom 30. Oktober 1944 in Verden vor einem Kriegsgericht wird er zum Tode verurteilt. Alle verzweifelten Versuche des Vaters, eine Begnadigung zu erreichen, fruchteten nichts. Auch Interventionen einiger Professoren erreichten keine Änderung des Urteils. Elvers wurde am 20. Februar 1945 in Hamburg-Höltigbaum erschossen.

## Versuche einer Rehabilitierung und Verurteilung der Täter
Elvers wurde zunächst auf dem Kriegsgräberfeld auf dem Ohlsdorfer Friedhof in Hamburg beerdigt. Sein Vater veranlasste jedoch ein halbes Jahr nach Kriegsende 1946 die Umbettung in ein Privatgrab auf dem Ohlsdorfer Friedhof.
Der Vater hatte nach 1945 mehrfach versucht, die Schuldigen an dem Tod seines Sohnes zur Rechenschaft zu ziehen. In einem umfangreichen Entnazifizierungsverfahren in Bremen gegen den Hauptdenunzianten Gerhard Barnstorf wurde dieser zunächst zu drei Jahren Arbeitslager verurteilt. Die Strafe musste er nicht antreten. Alle anderen Mitbeteiligten an der Denunziation gingen unbehelligt aus den Verfahren hervor. Ermittlungsverfahren, die der Vater nach dem Spruch der Bremer Spruchkammer anstrebte, wurden von der Bremer Staatsanwaltschaft ebenfalls eingestellt. Zur Begründung formulierte der Oberstaatsanwalt 1960 abschließend: „Man kann es deshalb nicht als ungewöhnlich bezeichnen, dass der Verurteilte [gemeint ist Kurt Elvers] im Sinne der damaligen scharfen Maßstäbe, die an die Erhaltung der Manneszucht gestellt wurden, in vollem Maße für schuldig befunden wurde; denn mangels Vorliegens der schriftlichen Urteilsgründe muss ja davon ausgegangen werden, dass das Kriegsgericht sich mit dem Gesamtverhalten des damaligen Angeklagten Elvers bereits befasst hat. Diese damals angewandten harten – uns heute fremd gewordenen – Maßstäbe lassen sich aber, um einen Sammelbegriff zu gebrauchen, durch die Kriegsnotwendigkeiten – wie man dieses damals sah – rechtfertigen und können nicht ohne weiteres rechtsfremden oder rechtsfeindlichen Zwecken der Strafzumessung gleichgesetzt werden. Danach sind weitere Ermittlungen nicht erforderlich.“
Für Elvers wurden zwei Stolpersteine gesetzt. Einer am Wohnort in Hamburg, Osterstr. 26, und einer vor dem Gebäude der ehemaligen Nordischen Kunsthochschule in Bremen, Am Wandrahm 23, letzterer verlegt am 20. Februar 2011, als Programmbestandteil einer Tagung zur Geschichte der Nordischen Kunsthochschule. 
Außerdem nahm die Nachfolgeinstitution der Nordischen Kunsthochschule, die heutige Hochschule für Künste, den Fall Elvers zum Anlass und Ausgangspunkt eigener Bemühungen, die Geschichte der Nordischen Kunsthochschule aufzuarbeiten.

## Sonstiges
Seit 2014 ist ein Weg im Hamburger Stadtteil Jenfeld nach ihm benannt.